# Лучито
Лучито (итал. Lucito) је насеље у Италији у округу Кампобасо, региону Молизе.
Према процени из 2011. у насељу је живело 693 становника. Насеље се налази на надморској висини од 452 м.

## Становништво
| 1936. | 1951. | 1961. | 1971. | 1981. | 1991. | 2001. | 2011. |
| ----- | ----- | ----- | ----- | ----- | ----- | ----- | ----- |
| 2.305 | 1.943 | 1.757 | 1.391 | 1.291 | 1.205 | 959   | 734   |